# Liste des matchs de l'équipe de France féminine de football
L'équipe de France féminine de football dispute le 17 avril 1971 son premier match officiel sous l'égide de la Fédération française de football (FFF) et reconnu par la Fédération internationale de football association (FIFA). Ce match est remporté 4-0 contre l'équipe des Pays-Bas de football féminin.

## Fédération des sociétés féminines sportives de France
Une équipe de France féminine dispute des rencontres internationales de 1920 à 1932 sous l'égide de la Fédération des sociétés féminines sportives de France (FSFSF). La sélection française rencontre l'équipe d'Angleterre de façon fréquente de 1920 à 1922. Ensuite elle se mesure à la Belgique à l'occasion d'une match annuel entre 1926 et 1932.
Une première série de rencontres contre l'Angleterre se déroule en avril et mai 1920. Après deux défaites (0-2 et 2-5) et un match nul (1-1) dans les villes de Preston, Stockport et Manchester, la France obtient sa première victoire contre les Anglaises lors du quatrième match à Londres (2-1). Plus tard cette année-là en octobre, l'équipe de France accueille à son tour la sélection anglaise pour quatre matchs qui ont lieu respectivement à Paris, Roubaix, Le Havre et Rouen. Les Anglaises s'adjugent également cette deuxième série de matchs, mais cette fois-ci de façon plus nette, puisqu'après un résultat nul (1-1) elles enchaînent trois victoires sans encaisser de but dont un cinglant 0-6 au cours du troisième match.
Quatre rencontres sont organisées entre la France et l'Angleterre en mai 1921. Si la sélection anglaise gagne largement la première rencontre à Congton sur le score de 1-5, la France se reprend et sort vainqueur des matchs suivants à Huddersfield (1-0), Stoke-on-Trent (3-1) et Plymouth (1-0). Deux matchs sont ensuite disputés à Paris et au Havre en octobre de la même année : les deux équipes se séparent à chaque fois sur le score nul et vierge de 0-0. Une cinquième et dernière série de matchs entre les deux sélections a lieu en avril 1922, avec une première victoire anglaise à Plymouth (1-2) suivie de deux résultats nuls et vierges 0-0 sur les terrains d'Exeter et de Falmouth.
L'équipe de France se mesure ensuite annuellement à la sélection féminine belge à partir de 1926. Le 10 avril 1926, la France gagne le premier de ces duels sur le score de 1-0. Cette première victoire obtenue à l'extérieur à Bruxelles est suivie d'une défaite l'année suivante à domicile à Paris (1-2). Il s'agira de la seule défaite française en sept rencontres. En effet, la Belgique s'incline assez nettement à Bruxelles en 1928 (4-1), puis à Paris le 14 avril 1929 (6-0), à Anvers en 1930 (4-0), et enfin le 27 mars 1931 à Douai (4-0). La dernière rencontre entre les deux sélections se termine par un match nul (0-0) le 3 avril 1932 à Bruxelles.
Sur les 24 rencontres disputées de 1920 à 1932, la France en remporte neuf pour sept matchs nuls et huit défaites. La sélection française présente un bilan positif contre la Belgique avec notamment cinq victoires pour une défaite. Le bilan contre l'équipe d'Angleterre est négatif avec notamment quatre victoires contre sept défaites. La tableau suivant fait le bilan des rencontres internationales de l'équipe de France de la FSFSF.
| Adversaire | J  | G | N | P | Bp | Bc | Diff |
| ---------- | -- | - | - | - | -- | -- | ---- |
| Angleterre | 17 | 4 | 6 | 7 | 13 | 28 | -15  |
| Belgique   | 7  | 5 | 1 | 1 | 20 | 3  | +17  |
| Total      | 24 | 9 | 7 | 8 | 33 | 31 | +2   |

J = joués ; G = gagnés ; N = nuls ; P = perdus ; Bp = buts pour ; Bc = buts contre ; Diff = différence de buts

## Fédération française de football
Le tableau suivant recense les rencontres de l'équipe de France féminine de football de la Fédération française de football (FFF),,,,. Le nombre de buts marqués par l'équipe de France est indiqué en premier dans le score.

### 1971 - 1979
| Match | Date              | Adversaire     | Score | Lieu                          | Compétition                                                                                |
| ----- | ----------------- | -------------- | ----- | ----------------------------- | ------------------------------------------------------------------------------------------ |
| 1     | 17 avril 1971     | Pays-Bas       | 4-0   | Hazebrouck France             | Qualification Coupe du monde non officiel 1971, 1er match du sélectionneur Pierre Geoffroy |
| 2     | 18 août 1971      | Danemark       | 0-3   | Guadalajara Mexique           | Coupe du monde non officiel 1971                                                           |
| 3     | 21 août 1971      | Italie         | 0-1   | Guadalajara Mexique           | Coupe du monde non officiel 1971                                                           |
| 4     | 28 août 1971      | Angleterre     | 3-2   | Mexico Mexique                | Coupe du monde non officiel 1971, match pour la 5e place                                   |
| 5     | 28 novembre 1971  | Italie         | 2-2   | Udine Italie                  | Match amical                                                                               |
| 6     | 4 mai 1972        | Suisse         | 2-2   | Bâle Suisse                   | Match amical                                                                               |
| 7     | 24 septembre 1972 | Suisse         | 2-5   | Gundershoffen France          | Match amical                                                                               |
| 8     | 22 avril 1973     | Angleterre     | 0-3   | Brion France                  | Match amical                                                                               |
| 9     | 31 mai 1973       | Suisse         | 3-5   | Valentigney France            | Match amical                                                                               |
| 10    | 10 octobre 1973   | Irlande        | 4-0   | Paris France                  | Match amical                                                                               |
| 11    | 19 mai 1974       | Italie         | 2-3   | Valence France                | Match amical                                                                               |
| 12    | 8 septembre 1974  | Suisse         | 1-3   | Besançon France               | Match amical                                                                               |
| 13    | 7 novembre 1974   | Angleterre     | 0-2   | Wimbledon Angleterre          | Match amical                                                                               |
| 14    | 24 mai 1975       | Pays-Bas       | 0-1   | Bréda Pays-Bas                | Match amical                                                                               |
| 15    | 15 novembre 1975  | Pays-Bas       | 0-2   | Bischwiller France            | Match amical                                                                               |
| 16    | 30 mai 1976       | Belgique       | 1-2   | Reims France                  | Match amical                                                                               |
| 17    | 26 février 1977   | Angleterre     | 0-0   | Longjumeau France             | Match amical                                                                               |
| 18    | 17 avril 1977     | Suisse         | 2-1   | Buochs Suisse                 | Match amical                                                                               |
| 19    | 5 juin 1977       | Belgique       | 1-1   | Bruxelles Belgique            | Match amical                                                                               |
| 20    | 15 avril 1978     | Belgique       | 0-1   | Meaux France                  | Match amical                                                                               |
| 21    | 3 juin 1978       | Pays de Galles | 1-1   | Merthyr Tydfil Pays de Galles | Match amical                                                                               |
| 22    | 23 septembre 1978 | Irlande        | 0-0   | Dublin Irlande                | Match amical, 1er match du sélectionneur Francis-Pierre Coché                              |
| 23    | 24 février 1979   | Pays de Galles | 6-0   | Pauillac France               | Match amical                                                                               |
| 24    | 12 mai 1979       | Belgique       | 2-0   | Zulte Belgique                | Match amical                                                                               |
| 25    | 18 juillet 1979   | Danemark       | 1-3   | Rimini Italie                 | Championnat d'Europe non officiel 1979                                                     |
| 26    | 20 juillet 1979   | Écosse         | 0-0   | Rimini Italie                 | Championnat d'Europe non officiel 1979                                                     |

### 1980 - 1989
| Match | Date             | Adversaire      | Score | Lieu                          | Compétition                                                                     |
| ----- | ---------------- | --------------- | ----- | ----------------------------- | ------------------------------------------------------------------------------- |
| 27    | 15 mars 1980     | Suisse          | 4-0   | Lyon France                   | Match amical                                                                    |
| 28    | 10 mai 1980      | Danemark        | 0-2   | Forbach France                | Match amical                                                                    |
| 29    | 28 juin 1980     | Suède           | 2-2   | Skellefteå Suède              | Match amical                                                                    |
| 30    | 18 octobre 1980  | Danemark        | 1-4   | Køge Danemark                 | Match amical                                                                    |
| 31    | 8 novembre 1980  | Norvège         | 0-3   | Poissy France                 | Match amical                                                                    |
| 32    | 21 mars 1981     | Suisse          | 2-0   | Nyon Suisse                   | Match amical                                                                    |
| 33    | 23 mai 1981      | Suède           | 1-6   | Montauban France              | Match amical                                                                    |
| 34    | 24 octobre 1981  | Portugal        | 0-0   | Le Mans France                | Match amical                                                                    |
| 35    | 27 mars 1982     | Pays-Bas        | 1-2   | Eindhoven Pays-Bas            | Match amical                                                                    |
| 36    | 15 mai 1982      | Norvège         | 1-2   | Asker Norvège                 | Match amical                                                                    |
| 37    | 12 juin 1982     | Belgique        | 0-1   | Sens France                   | Match amical                                                                    |
| 38    | 30 octobre 1982  | Italie          | 1-0   | Valence France                | Qualification Championnat d'Europe 1984                                         |
| 39    | 4 décembre 1982  | Portugal        | 0-0   | Lisbonne Portugal             | Qualification Championnat d'Europe 1984                                         |
| 40    | 12 février 1983  | Portugal        | 2-0   | Pauillac France               | Qualification Championnat d'Europe 1984                                         |
| 41    | 24 avril 1983    | Italie          | 0-3   | Vicence Italie                | Qualification Championnat d'Europe 1984                                         |
| 42    | 7 mai 1983       | Suisse          | 1-1   | Meaux France                  | Qualification Championnat d'Europe 1984                                         |
| 43    | 29 octobre 1983  | Suisse          | 0-0   | Berthoud Suisse               | Qualification Championnat d'Europe 1984                                         |
| 44    | 10 décembre 1983 | Espagne         | 2-0   | Perpignan France              | Match amical                                                                    |
| 45    | 17 mars 1984     | Espagne         | 2-2   | Barcelone Espagne             | Match amical                                                                    |
| 46    | 9 juin 1984      | Belgique        | 1-1   | Herentals Belgique            | Match amical                                                                    |
| 47    | 24 février 1985  | Italie          | 1-1   | Vérone Italie                 | Match amical                                                                    |
| 48    | 16 mars 1985     | Pays-Bas        | 0-1   | Leeuwarden Pays-Bas           | Qualification Championnat d'Europe 1987                                         |
| 49    | 4 mai 1985       | Belgique        | 1-3   | Zaventem Belgique             | Qualification Championnat d'Europe 1987                                         |
| 50    | 25 mai 1985      | Suède           | 0-4   | Pauillac France               | Qualification Championnat d'Europe 1987                                         |
| 51    | 26 octobre 1985  | Pays-Bas        | 3-5   | Cambrai France                | Qualification Championnat d'Europe 1987                                         |
| 52    | 15 mars 1986     | Belgique        | 3-1   | Niederbronn-les-Bains France  | Qualification Championnat d'Europe 1987                                         |
| 53    | 17 mai 1986      | Suède           | 0-1   | Karlskoga Suède               | Qualification Championnat d'Europe 1987                                         |
| 54    | 18 février 1987  | Espagne         | 1-0   | Istres France                 | Match amical                                                                    |
| 55    | 23 mars 1987     | Irlande         | 2-0   | Caudry France                 | Match amical                                                                    |
| 56    | 18 avril 1987    | Suisse          | 3-1   | Valence France                | Match amical                                                                    |
| 57    | 16 mai 1987      | RFA             | 0-2   | Dillingen RFA                 | Match amical                                                                    |
| 58    | 24 octobre 1987  | Belgique        | 2-0   | Mouscron Belgique             | Qualification Championnat d'Europe 1989, 1er match du sélectionneur Aimé Mignot |
| 59    | 21 novembre 1987 | Bulgarie        | 5-0   | Lucé France                   | Qualification Championnat d'Europe 1989                                         |
| 60    | 6 mars 1988      | Espagne         | 3-1   | Palma del Río Espagne         | Qualification Championnat d'Europe 1989                                         |
| 61    | 23 avril 1988    | Espagne         | 0-0   | Castelsarrasin France         | Qualification Championnat d'Europe 1989                                         |
| 62    | 7 mai 1988       | Tchécoslovaquie | 2-2   | Thonon-les-Bains France       | Qualification Championnat d'Europe 1989                                         |
| 63    | 22 mai 1988      | Belgique        | 0-0   | Loison-sous-Lens France       | Qualification Championnat d'Europe 1989                                         |
| 64    | 22 juillet 1988  | Angleterre      | 1-1   | Riva del Garda Italie         | Mundialito 1988, amical                                                         |
| 65    | 24 juillet 1988  | Italie B        | 1-1   | Riva del Garda Italie         | Mundialito 1988, amical                                                         |
| 66    | 26 juillet 1988  | Italie          | 0-3   | Arco Italie                   | Mundialito 1988, amical                                                         |
| 67    | 28 juillet 1988  | États-Unis      | 0-1   | Arco Italie                   | Mundialito 1988, amical, match pour la 3e place                                 |
| 68    | 8 octobre 1988   | Tchécoslovaquie | 0-0   | Frýdek-Místek Tchécoslovaquie | Qualification Championnat d'Europe 1989                                         |
| 69    | 6 novembre 1988  | Bulgarie        | 2-0   | Sofia Bulgarie                | Qualification Championnat d'Europe 1989                                         |
| 70    | 27 novembre 1988 | Italie          | 0-2   | Reggio d'Émilie Italie        | Qualification Championnat d'Europe 1989                                         |
| 71    | 11 décembre 1988 | Italie          | 1-2   | Vallauris France              | Qualification Championnat d'Europe 1989                                         |
| 72    | 11 mars 1989     | Suède           | 1-2   | Levallois-Perret France       | Match amical                                                                    |
| 73    | 14 mai 1989      | Pays-Bas        | 2-1   | Épinal France                 | Match amical                                                                    |
| 74    | 15 octobre 1989  | Pologne         | 3-1   | Kurów Pologne                 | Qualification Championnat d'Europe 1991                                         |

### 1990 - 1999
| Match | Date              | Adversaire         | Score             | Lieu                              | Compétition                                                                        |
| ----- | ----------------- | ------------------ | ----------------- | --------------------------------- | ---------------------------------------------------------------------------------- |
| 75    | 11 mars 1990      | Pays-Bas           | 0-1               | Saint-Quentin France              | Match amical                                                                       |
| 76    | 17 avril 1990     | États-Unis         | 1-0               | Varna Bulgarie                    | Tournoi de Varna, amical                                                           |
| 77    | 18 avril 1990     | Chine              | 1-1               | Varna Bulgarie                    | Tournoi de Varna, amical                                                           |
| 78    | 19 avril 1990     | URSS               | 7-1               | Varna Bulgarie                    | Tournoi de Varna, amical                                                           |
| 79    | 21 avril 1990     | Chine              | 0-2               | Varna Bulgarie                    | Tournoi de Varna, amical, finale                                                   |
| 80    | 13 mai 1990       | Suède              | 0-2               | Melun France                      | Qualification Championnat d'Europe 1991                                            |
| 81    | 14 septembre 1990 | URSS               | 1-2               | Saint-Lô France                   | Match amical                                                                       |
| 82    | 16 septembre 1990 | URSS               | 0-0               | Chartres France                   | Match amical                                                                       |
| 83    | 29 septembre 1990 | Pologne            | 2-0               | Creutzwald France                 | Qualification Championnat d'Europe 1991                                            |
| 84    | 14 octobre 1990   | Suède              | 1-4               | Mariestad Suède                   | Qualification Championnat d'Europe 1991                                            |
| 85    | 28 mars 1991      | Allemagne          | 0-2               | Antony France                     | Match amical                                                                       |
| 86    | 1er avril 1991    | Japon              | 3-1               | Varna Bulgarie                    | Tournoi de Varna, amical                                                           |
| 87    | 2 avril 1991      | Suède              | 1-0               | Varna Bulgarie                    | Tournoi de Varna, amical                                                           |
| 88    | 5 avril 1991      | États-Unis         | 0-2               | Varna Bulgarie                    | Tournoi de Varna, amical                                                           |
| 89    | 7 avril 1991      | Pologne            | 3-0               | Varna Bulgarie                    | Tournoi de Varna, amical                                                           |
| 90    | 18 mai 1991       | États-Unis         | 0-4               | Chasselay France                  | Match amical                                                                       |
| 91    | 21 septembre 1991 | Italie             | 0-1               | Belfort France                    | Match amical                                                                       |
| 92    | 16 octobre 1991   | Danemark           | 1-4               | Aalborg Danemark                  | Qualification Championnat d'Europe 1993                                            |
| 93    | 28 mars 1992      | Norvège            | 0-0               | Marseille France                  | Match amical                                                                       |
| 94    | 17 avril 1992     | CEI                | 1-0               | L'Arbresle France                 | Lyon'ne Cup, amical                                                                |
| 95    | 18 avril 1992     | États-Unis         | 4-2               | Chassieu France                   | Lyon'ne Cup, amical                                                                |
| 96    | 19 avril 1992     | Côte d'Ivoire      | 6-1               | Liergues France                   | Lyon'ne Cup, amical                                                                |
| 97    | 2 mai 1992        | Danemark           | 0-4               | Quimper France                    | Qualification Championnat d'Europe 1993                                            |
| 98    | 9 mai 1992        | Finlande           | 1-1               | Turku Finlande                    | Qualification Championnat d'Europe 1993                                            |
| 99    | 2 septembre 1992  | Allemagne          | 0-7               | Bad Kreuznach Allemagne           | Match amical                                                                       |
| 100   | 27 septembre 1992 | Finlande           | 5-1               | Albi France                       | Qualification Championnat d'Europe 1993                                            |
| 101   | 9 mars 1993       | Suède              | 1-3               | Ayia Napa Chypre                  | Tournoi de Chypre 1993, amical                                                     |
| 102   | 12 mars 1993      | Allemagne          | 0-3               | Ayia Napa Chypre                  | Tournoi de Chypre 1993, amical                                                     |
| 103   | 14 mars 1993      | Danemark           | 1-1 a.p (3-5 tab) | Ayia Napa Chypre                  | Tournoi de Chypre 1993, amical                                                     |
| 104   | 28 mai 1993       | Russie             | 5-0               | Caluire-et-Cuire France           | Lyon'ne Cup, amical                                                                |
| 105   | 29 mai 1993       | Pologne            | 3-0               | Chassieu France                   | Lyon'ne Cup, amical                                                                |
| 106   | 31 mai 1993       | États-Unis Espoirs | 3-0               | Lyon France                       | Lyon'ne Cup, amical                                                                |
| 107   | 25 septembre 1993 | Russie             | 2-1               | Lioubertsy Russie                 | Match amical                                                                       |
| 108   | 20 novembre 1993  | Italie             | 0-2               | Cosenza Italie                    | Qualification Championnat d'Europe 1995                                            |
| 109   | 11 décembre 1993  | Portugal           | 1-0               | Loulé Portugal                    | Qualification Championnat d'Europe 1995                                            |
| 110   | 6 février 1994    | Pays-Bas           | 2-0               | Clairefontaine-en-Yvelines France | Match amical                                                                       |
| 111   | 26 février 1994   | Écosse             | 1-0               | Ozoir-la-Ferrière France          | Qualification Championnat d'Europe 1995                                            |
| 112   | 22 mars 1994      | Belgique           | 3-0               | Lyon France                       | Match amical                                                                       |
| 113   | 26 mars 1994      | Portugal           | 3-0               | Angoulême France                  | Qualification Championnat d'Europe 1995                                            |
| 114   | 14 mai 1994       | Italie             | 1-1               | Schiltigheim France               | Qualification Championnat d'Europe 1995                                            |
| 115   | 25 septembre 1994 | Écosse             | 3-0               | Aberdeen Écosse                   | Qualification Championnat d'Europe 1995                                            |
| 116   | 12 novembre 1994  | Irlande            | 3-0               | Cork Irlande                      | Match amical                                                                       |
| 117   | 25 mars 1995      | Hongrie            | 2-0               | Pauillac France                   | Match amical                                                                       |
| 118   | 11 avril 1995     | Canada             | 1-0               | Poissy France                     | Tournoi du 25e anniversaire, amical                                                |
| 119   | 12 avril 1995     | Italie             | 1-0               | Saint-Maur France                 | Tournoi du 25e anniversaire, amical                                                |
| 120   | 15 avril 1995     | États-Unis         | 0-3               | Strasbourg France                 | Tournoi du 25e anniversaire, amical, match pour la victoire                        |
| 121   | 8 septembre 1995  | Hongrie            | 2-0               | Jesolo Italie                     | Tournoi amical                                                                     |
| 122   | 9 septembre 1995  | Italie             | 1-3               | Jesolo Italie                     | Tournoi amical                                                                     |
| 123   | 30 septembre 1995 | Islande            | 3-3               | Akranes Islande                   | Qualification Championnat d'Europe 1997                                            |
| 124   | 14 octobre 1995   | Russie             | 0-0               | Voronej Russie                    | Qualification Championnat d'Europe 1997                                            |
| 125   | 9 décembre 1995   | Pays-Bas           | 1-1               | Montpellier France                | Qualification Championnat d'Europe 1997                                            |
| 126   | 6 avril 1996      | Pays-Bas           | 2-1               | Sassenheim Pays-Bas               | Qualification Championnat d'Europe 1997                                            |
| 127   | 26 avril 1996     | États-Unis         | 1-4               | Saint-Louis États-Unis            | Tournée américaine, amical                                                         |
| 128   | 29 avril 1996     | États-Unis         | 2-8               | Indianapolis États-Unis           | Tournée américaine, amical                                                         |
| 129   | 25 mai 1996       | Russie             | 0-1               | Valence France                    | Qualification Championnat d'Europe 1997                                            |
| 130   | 1er juin 1996     | Islande            | 3-0               | Angers France                     | Qualification Championnat d'Europe 1997                                            |
| 131   | 7 septembre 1996  | Finlande           | 2-0               | Vantaa Finlande                   | Qualification Championnat d'Europe 1997                                            |
| 132   | 28 septembre 1996 | Finlande           | 3-0               | Avranches France                  | Qualification Championnat d'Europe 1997                                            |
| 133   | 12 avril 1997     | Belgique           | 3-0               | Mouscron Belgique                 | Match amical                                                                       |
| 134   | 24 avril 1997     | États-Unis         | 2-4               | Greensboro États-Unis             | Tournée américaine, amical                                                         |
| 135   | 27 avril 1997     | États-Unis         | 1-2               | Tampa États-Unis                  | Tournée américaine, amical                                                         |
| 136   | 7 mai 1997        | Norvège            | 0-0               | Trappes France                    | Match amical                                                                       |
| 137   | 18 mai 1997       | Irlande            | 2-0               | Orry-la-Ville France              | Match amical                                                                       |
| 138   | 29 juin 1997      | Espagne            | 1-1               | Karlskoga Suède                   | Championnat d'Europe 1997                                                          |
| 139   | 2 juillet 1997    | Russie             | 3-1               | Karlstad Suède                    | Championnat d'Europe 1997                                                          |
| 140   | 5 juillet 1997    | Suède              | 0-3               | Karlstad Suède                    | Championnat d'Europe 1997                                                          |
| 141   | 4 octobre 1997    | Suisse             | 2-1               | Berne Suisse                      | Qualification Coupe du monde 1999, 1er match de la sélectionneuse Élisabeth Loisel |
| 142   | 18 octobre 1997   | Finlande           | 2-2               | Le Creusot France                 | Qualification Coupe du monde 1999                                                  |
| 143   | 22 novembre 1997  | Italie             | 0-0               | Côme Italie                       | Qualification Coupe du monde 1999                                                  |
| 144   | 15 février 1998   | Angleterre         | 3-2               | Alençon France                    | Match amical                                                                       |
| 145   | 21 mars 1998      | Pologne            | 3-0               | Guéret France                     | Match amical                                                                       |
| 146   | 11 avril 1998     | Italie             | 2-3               | Blois France                      | Qualification Coupe du monde 1999                                                  |
| 147   | 2 mai 1998        | Suisse             | 3-0               | Bruay France                      | Qualification Coupe du monde 1999                                                  |
| 148   | 14 mai 1998       | Algérie            | 14-0              | Cesson-Sévigné France             | Tournoi international de Bretagne, amical                                          |
| 149   | 16 mai 1998       | Espagne            | 3-2               | Rennes France                     | Tournoi international de Bretagne, amical                                          |
| 150   | 23 mai 1998       | Finlande           | 0-1               | Helsinki Finlande                 | Qualification Coupe du monde 1999                                                  |
| 151   | 24 septembre 1998 | Norvège            | 0-6               | Oslo Norvège                      | Match amical                                                                       |
| 152   | 20 février 1999   | Grèce              | 3-2               | Chalkida Grèce                    | Match amical                                                                       |
| 153   | 20 mars 1999      | Autriche           | 4-1               | Bonneuil-sur-Marne France         | Match amical                                                                       |
| 154   | 24 mars 1999      | Japon              | 0-1               | Saint-Quentin France              | Match amical                                                                       |
| 155   | 9 avril 1999      | Pays-Bas           | 0-0               | Oss Pays-Bas                      | Match amical                                                                       |
| 156   | 11 avril 1999     | Pays-Bas           | 0-1               | Wijchen Pays-Bas                  | Match amical                                                                       |
| 157   | 9 mai 1999        | Écosse             | 4-3               | Airdrie Écosse                    | Match amical                                                                       |
| 158   | 28 mai 1999       | Suisse             | 2-0               | Weil-am-Rhein Allemagne           | Tournoi amical                                                                     |
| 159   | 30 mai 1999       | Allemagne          | 1-4               | Weil-am-Rhein Allemagne           | Tournoi amical                                                                     |
| 160   | 15 septembre 1999 | Angleterre         | 1-0               | Yeovil Angleterre                 | Match amical                                                                       |
| 161   | 29 septembre 1999 | Suède              | 2-2               | Umeå Suède                        | Qualification Championnat d'Europe 2001                                            |
| 162   | 30 octobre 1999   | Pays-Bas           | 1-1               | Eindhoven Pays-Bas                | Qualification Championnat d'Europe 2001                                            |
| 163   | 27 novembre 1999  | Espagne            | 1-0               | Martigues France                  | Qualification Championnat d'Europe 2001                                            |

### 2000 - 2009
| Match | Date              | Adversaire         | Score             | Lieu                                | Compétition                                            |
| ----- | ----------------- | ------------------ | ----------------- | ----------------------------------- | ------------------------------------------------------ |
| 164   | 26 février 2000   | Écosse             | 1-2               | Auch France                         | Match amical                                           |
| 165   | 8 mars 2000       | Chine              | 0-1               | Orléans France                      | Match amical                                           |
| 166   | 15 avril 2000     | Pays-Bas           | 2-1               | Castanet-Tolosan France             | Qualification Championnat d'Europe 2001                |
| 167   | 21 mai 2000       | Espagne            | 2-1               | Vilagarcía de Arousa Espagne        | Qualification Championnat d'Europe 2001                |
| 168   | 1er juin 2000     | Suède              | 2-0               | Nîmes France                        | Qualification Championnat d'Europe 2001                |
| 169   | 16 août 2000      | Angleterre         | 1-0               | Marseille France                    | Match amical                                           |
| 170   | 14 octobre 2000   | Italie             | 1-3               | Rome Italie                         | Match amical                                           |
| 171   | 18 novembre 2000  | Grèce              | 3-0               | Mérignac France                     | Match amical                                           |
| 172   | 11 janvier 2001   | Australie          | 1-2               | Coffs Harbour Australie             | Tournée en Australie, amical                           |
| 173   | 14 janvier 2001   | Australie          | 1-1               | Lismore Australie                   | Tournée en Australie, amical                           |
| 174   | 17 janvier 2001   | Australie          | 0-1               | Gold Coast Australie                | Tournée en Australie, amical                           |
| 175   | 17 février 2001   | Norvège            | 0-0               | Bonneuil-sur-Marne France           | Match amical                                           |
| 176   | 17 mars 2001      | Écosse             | 5-0               | Quimper France                      | Match amical                                           |
| 177   | 20 mars 2001      | Chine              | 1-1               | Mantes-la-Ville France              | Match amical                                           |
| 178   | 11 avril 2001     | Suède              | 2-1               | Troyes France                       | Match amical                                           |
| 179   | 15 avril 2001     | Suisse             | 1-1               | Montaigu France                     | Match amical                                           |
| 180   | 25 juin 2001      | Norvège            | 0-3               | Ulm Allemagne                       | Championnat d'Europe 2001                              |
| 181   | 28 juin 2001      | Danemark           | 3-4               | Reutlingen Allemagne                | Championnat d'Europe 2001                              |
| 182   | 1er juillet 2001  | Italie             | 2-0               | Ulm Allemagne                       | Championnat d'Europe 2001                              |
| 183   | 26 septembre 2001 | Pays-Bas           | 3-1               | Hoogeveen Pays-Bas                  | Match amical                                           |
| 184   | 13 octobre 2001   | Norvège            | 0-3               | Cannes France                       | Qualification Coupe du monde 2003                      |
| 185   | 28 octobre 2001   | Ukraine            | 2-0               | Boryspil Ukraine                    | Qualification Coupe du monde 2003                      |
| 186   | 17 novembre 2001  | République tchèque | 2-1               | Drnovice République tchèque         | Qualification Coupe du monde 2003                      |
| 187   | 3 avril 2002      | Japon              | 1-0               | Poitiers France                     | Tournoi amical                                         |
| 188   | 6 avril 2002      | Canada             | 0-2               | Angoulême France                    | Tournoi amical                                         |
| 189   | 9 avril 2002      | Australie          | 1-0               | Limoges France                      | Tournoi amical                                         |
| 190   | 20 avril 2002     | République tchèque | 4-1               | Strasbourg France                   | Qualification Coupe du monde 2003                      |
| 191   | 9 mai 2002        | Norvège            | 1-3               | Halden Norvège                      | Qualification Coupe du monde 2003                      |
| 192   | 1er juin 2002     | Ukraine            | 2-1               | Châteauroux France                  | Qualification Coupe du monde 2003                      |
| 193   | 14 août 2002      | Suisse             | 1-2               | Clairefontaine-en-Yvelines France   | Match amical                                           |
| 194   | 23 août 2002      | Danemark           | 2-0               | Lens France                         | Qualification Coupe du monde 2003                      |
| 195   | 15 septembre 2002 | Danemark           | 1-1               | Odense Danemark                     | Qualification Coupe du monde 2003                      |
| 196   | 17 octobre 2002   | Angleterre         | 1-0               | Londres Angleterre                  | Qualification Coupe du monde 2003                      |
| 197   | 16 novembre 2002  | Angleterre         | 1-0               | Saint-Étienne France                | Qualification Coupe du monde 2003                      |
| 198   | 22 février 2003   | Chine              | 1-2               | Marmande France                     | Match amical                                           |
| 199   | 25 février 2003   | Pays-Bas           | 2-1               | Albi France                         | Match amical                                           |
| 200   | 14 mars 2003      | Danemark           | 3-0               | Silves Portugal                     | Algarve Cup 2003, amical                               |
| 201   | 16 mars 2003      | Chine              | 0-3               | Lagos Portugal                      | Algarve Cup 2003, amical                               |
| 202   | 18 mars 2003      | Finlande           | 1-0               | Albufeira Portugal                  | Algarve Cup 2003, amical                               |
| 203   | 20 mars 2003      | Norvège            | 0-1               | Quarteira Portugal                  | Algarve Cup 2003, amical, match pour la 3e place       |
| 204   | 17 avril 2003     | Allemagne          | 1-0               | Ozoir-la-Ferrière France            | Match amical                                           |
| 205   | 11 mai 2003       | Hongrie            | 4-0               | Kecskemét Hongrie                   | Qualification Championnat d'Europe 2005                |
| 206   | 8 septembre 2003  | Islande            | 2-0               | Bonneuil-sur-Marne France           | Qualification Championnat d'Europe 2005                |
| 207   | 14 septembre 2003 | Japon              | 2-2               | Boston États-Unis                   | Match amical                                           |
| 208   | 20 septembre 2003 | Norvège            | 0-2               | Philadelphie États-Unis             | Coupe du monde 2003                                    |
| 209   | 24 septembre 2003 | Corée du Sud       | 1-0               | Washington États-Unis               | Coupe du monde 2003                                    |
| 210   | 27 septembre 2003 | Brésil             | 1-1               | Washington États-Unis               | Coupe du monde 2003                                    |
| 211   | 15 novembre 2003  | Pologne            | 7-1               | Quimper France                      | Qualification Championnat d'Europe 2005                |
| 212   | 18 février 2004   | Écosse             | 1-1               | Sète France                         | Match amical                                           |
| 213   | 21 février 2004   | Écosse             | 6-3               | Montpellier France                  | Match amical                                           |
| 214   | 14 mars 2004      | États-Unis         | 1-5               | Ferreiras Portugal                  | Algarve Cup 2004, amical                               |
| 215   | 16 mars 2004      | Suède              | 3-0               | Quarteira Portugal                  | Algarve Cup 2004, amical                               |
| 216   | 18 mars 2004      | Danemark           | 1-0               | Silves Portugal                     | Algarve Cup 2004, amical                               |
| 217   | 20 mars 2004      | Italie             | 3-3 a.p (4-3 tab) | Faro Portugal                       | Algarve Cup 2004, amical, match pour la 3e place       |
| 218   | 24 avril 2004     | Hongrie            | 6-0               | Reims France                        | Qualification Championnat d'Europe 2005                |
| 219   | 16 mai 2004       | Russie             | 3-0               | Selyatino Russie                    | Qualification Championnat d'Europe 2005                |
| 220   | 2 juin 2004       | Islande            | 3-0               | Reykjavik Islande                   | Qualification Championnat d'Europe 2005                |
| 221   | 8 septembre 2004  | Danemark           | 3-2               | Slagelse Danemark                   | Match amical                                           |
| 222   | 26 septembre 2004 | Russie             | 2-5               | Dijon France                        | Qualification Championnat d'Europe 2005                |
| 223   | 3 octobre 2004    | Pologne            | 5-1               | Opole Pologne                       | Qualification Championnat d'Europe 2005                |
| 224   | 19 février 2005   | Norvège            | 2-0               | La Manga Espagne                    | Match amical                                           |
| 225   | 22 février 2005   | Norvège            | 1-0               | La Manga Espagne                    | Match amical                                           |
| 226   | 9 mars 2005       | États-Unis         | 0-1               | Ferreiras Portugal                  | Algarve Cup 2005, amical                               |
| 227   | 11 mars 2005      | Danemark           | 2-1               | Albufeira, Portugal                 | Algarve Cup 2005, amical                               |
| 228   | 13 mars 2005      | Finlande           | 2-1               | Loulé Portugal                      | Algarve Cup 2005, amical                               |
| 229   | 15 mars 2005      | Suède              | 3-2               | Faro Portugal                       | Algarve Cup 2005, amical, match pour la 3e place       |
| 230   | 13 avril 2005     | Pays-Bas           | 0-0               | Montbéliard France                  | Match amical                                           |
| 231   | 27 avril 2005     | Canada             | 0-2               | Bischheim France                    | Match amical                                           |
| 232   | 6 juin 2005       | Italie             | 3-1               | Preston Angleterre                  | Championnat d'Europe 2005                              |
| 233   | 9 juin 2005       | Norvège            | 1-1               | Warrington Angleterre               | Championnat d'Europe 2005                              |
| 234   | 12 juin 2005      | Allemagne          | 0-3               | Warrington Angleterre               | Championnat d'Europe 2005                              |
| 235   | 7 septembre 2005  | Irlande            | 6-0               | Sens France                         | Match amical                                           |
| 236   | 24 septembre 2005 | Pays-Bas           | 0-1               | Angers France                       | Qualification Coupe du monde 2007                      |
| 237   | 5 novembre 2005   | Autriche           | 3-1               | Langenrohr Autriche                 | Qualification Coupe du monde 2007                      |
| 238   | 9 novembre 2005   | Hongrie            | 2-0               | Blois France                        | Qualification Coupe du monde 2007                      |
| 239   | 18 janvier 2006   | Chine              | 1-1               | Guangzhou Chine                     | Tournoi des quatre nations, amical                     |
| 240   | 20 janvier 2006   | États-Unis         | 0-0               | Guangzhou Chine                     | Tournoi des quatre nations, amical                     |
| 241   | 22 janvier 2006   | Norvège            | 1-1               | Guangzhou Chine                     | Tournoi des quatre nations, amical                     |
| 242   | 9 mars 2006       | Danemark           | 2-2               | Faro Portugal                       | Algarve Cup 2006, amical                               |
| 243   | 11 mars 2006      | Chine              | 1-0               | Lagos Portugal                      | Algarve Cup 2006, amical                               |
| 244   | 13 mars 2006      | États-Unis         | 1-4               | Faro Portugal                       | Algarve Cup 2006, amical                               |
| 245   | 15 mars 2006      | Suède              | 0-1               | Faro Portugal                       | Algarve Cup 2006, amical, match pour la 3e place       |
| 246   | 26 mars 2006      | Angleterre         | 0-0               | Blackburn Angleterre                | Qualification Coupe du monde 2007                      |
| 247   | 22 avril 2006     | Hongrie            | 5-0               | Dunaujvaros Hongrie                 | Qualification Coupe du monde 2007                      |
| 248   | 13 mai 2006       | Pays-Bas           | 2-0               | Zwolle Pays-Bas                     | Qualification Coupe du monde 2007                      |
| 249   | 26 août 2006      | Canada             | 0-1               | Rouen France                        | Match amical                                           |
| 250   | 29 août 2006      | Canada             | 2-2               | Dieppe France                       | Match amical                                           |
| 251   | 23 septembre 2006 | Autriche           | 2-1               | Troyes France                       | Qualification Coupe du monde 2007                      |
| 252   | 30 septembre 2006 | Angleterre         | 1-1               | Rennes France                       | Qualification Coupe du monde 2007                      |
| 253   | 22 novembre 2006  | Belgique           | 6-0               | Boulogne-sur-Mer France             | Match amical                                           |
| 254   | 28 février 2007   | Chine              | 2-0               | Mérignac France                     | Match amical, 1er match du sélectionneur Bruno Bini    |
| 255   | 7 mars 2007       | Danemark           | 0-4               | Silves Portugal                     | Algarve Cup 2007, amical                               |
| 256   | 9 mars 2007       | Allemagne          | 1-0               | Faro Portugal                       | Algarve Cup 2007, amical                               |
| 257   | 12 mars 2007      | Norvège            | 1-0               | Lagos Portugal                      | Algarve Cup 2007, amical                               |
| 258   | 14 mars 2007      | Suède              | 1-3               | Vila Real de Santo António Portugal | Algarve Cup 2007, amical, match pour la 3e place       |
| 259   | 11 avril 2007     | Grèce              | 6-0               | Valence France                      | Qualification Championnat d'Europe 2009                |
| 260   | 30 mai 2007       | Slovénie           | 6-0               | Angoulême France                    | Qualification Championnat d'Europe 2009                |
| 261   | 16 juin 2007      | Islande            | 0-1               | Reykjavik Islande                   | Qualification Championnat d'Europe 2009                |
| 262   | 1er octobre 2007  | Pays-Bas           | 4-1               | Almere Pays-Bas                     | Match amical                                           |
| 263   | 27 octobre 2007   | Serbie             | 8-0               | Belgrade Serbie                     | Qualification Championnat d'Europe 2009                |
| 264   | 31 octobre 2007   | Slovénie           | 2-0               | Dravograd Slovénie                  | Qualification Championnat d'Europe 2009                |
| 265   | 27 janvier 2008   | France -21 ans     | 2-0               | Châteauneuf-de-Gadagne France       | Match amical                                           |
| 266   | 30 janvier 2008   | Italie             | 1-0               | Martigues France                    | Match amical                                           |
| 267   | 8 mars 2008       | Maroc              | 6-0               | Casablanca Maroc                    | Match amical                                           |
| 268   | 14 mars 2008      | Canada             | 0-0               | Bondoufle France                    | Match amical                                           |
| 269   | 23 avril 2008     | Grèce              | 5-0               | Athènes Grèce                       | Qualification Championnat d'Europe 2009                |
| 270   | 8 mai 2008        | Serbie             | 2-0               | Saint Brieuc France                 | Qualification Championnat d'Europe 2009                |
| 271   | 27 septembre 2008 | Islande            | 2-1               | La Roche-sur-Yon France             | Qualification Championnat d'Europe 2009                |
| 272   | 14 décembre 2008  | Pays-Bas           | 0-2               | Compiègne France                    | Match amical                                           |
| 273   | 12 février 2009   | Irlande            | 2-0               | Blois France                        | Match amical                                           |
| 274   | 5 mars 2009       | Écosse             | 2-0               | Larnaca Chypre                      | Tournoi de Chypre 2009, amical                         |
| 275   | 7 mars 2009       | Angleterre         | 2-2               | Paralimni Chypre                    | Tournoi de Chypre 2009, amical                         |
| 276   | 10 mars 2009      | Afrique du Sud     | 3-2               | Nicosie Chypre                      | Tournoi de Chypre 2009, amical                         |
| 277   | 12 mars 2009      | Nouvelle-Zélande   | 1-1 a.p (6-5 tab) | Nicosie Chypre                      | Tournoi de Chypre 2009, amical, match pour la 3e place |
| 278   | 22 avril 2009     | Suisse             | 2-0               | Dijon France                        | Match amical                                           |
| 279   | 25 avril 2009     | Suisse             | 1-0               | Colmar France                       | Match amical                                           |
| 280   | 1er août 2009     | Japon              | 0-4               | Montargis France                    | Match amical                                           |
| 281   | 12 août 2009      | Écosse             | 4-0               | Chartres France                     | Match amical                                           |
| 282   | 24 août 2009      | Islande            | 3-1               | Tampere Finlande                    | Championnat d'Europe 2009                              |
| 283   | 27 août 2009      | Allemagne          | 1-5               | Tampere Finlande                    | Championnat d'Europe 2009                              |
| 284   | 30 août 2009      | Norvège            | 1-1               | Helsinki Finlande                   | Championnat d'Europe 2009                              |
| 285   | 3 septembre 2009  | Pays-Bas           | 0-0 a.p (4-5 tab) | Tampere Finlande                    | Championnat d'Europe 2009, quart de finale             |
| 286   | 23 septembre 2009 | Croatie            | 7-0               | Zaprešić Croatie                    | Qualification Coupe du monde 2011                      |
| 287   | 24 octobre 2009   | Islande            | 2-0               | Lyon France                         | Qualification Coupe du monde 2011                      |
| 288   | 28 octobre 2009   | Estonie            | 12-0              | Le Havre France                     | Qualification Coupe du monde 2011                      |
| 289   | 21 novembre 2009  | Serbie             | 2-0               | Indija Serbie                       | Qualification Coupe du monde 2011                      |

### 2010 - 2019
| Match | Date               | Adversaire         | Score             | Lieu                              | Compétition                                                 |
| ----- | ------------------ | ------------------ | ----------------- | --------------------------------- | ----------------------------------------------------------- |
| 290   | 25 février 2010    | Irlande            | 2-1               | Dublin Irlande                    | Match amical                                                |
| 291   | 27 mars 2010       | Irlande du Nord    | 6-0               | Boulogne-sur-Mer France           | Qualification Coupe du monde 2011                           |
| 292   | 31 mars 2010       | Irlande du Nord    | 4-0               | Belfast Irlande du Nord           | Qualification Coupe du monde 2011                           |
| 293   | 5 mai 2010         | Suisse             | 2-0               | Bâle Suisse                       | Match amical                                                |
| 294   | 20 juin 2010       | Croatie            | 3-0               | Besançon France                   | Qualification Coupe du monde 2011                           |
| 295   | 23 juin 2010       | Estonie            | 6-0               | Tallinn Estonie                   | Qualification Coupe du monde 2011                           |
| 296   | 21 août 2010       | Islande            | 1-0               | Reykjavik Islande                 | Qualification Coupe du monde 2011                           |
| 297   | 25 août 2010       | Serbie             | 7-0               | Troyes France                     | Qualification Coupe du monde 2011                           |
| 298   | 11 septembre 2010  | Italie             | 0-0               | Besançon France                   | Qualification Coupe du monde 2011                           |
| 299   | 15 septembre 2010  | Italie             | 3-2               | Gubbio Italie                     | Qualification Coupe du monde 2011                           |
| 300   | 19 novembre 2010   | Pologne            | 5-0               | Angers France                     | Match amical                                                |
| 301   | 2 mars 2011        | Suisse             | 2-0               | Nicosie Chypre                    | Tournoi de Chypre 2011, amical                              |
| 302   | 4 mars 2011        | Pays-Bas           | 1-2               | Larnaca Chypre                    | Tournoi de Chypre 2011, amical                              |
| 303   | 7 mars 2011        | Nouvelle-Zélande   | 5-2               | Nicosie Chypre                    | Tournoi de Chypre 2011, amical                              |
| 304   | 9 mars 2011        | Écosse             | 3-0               | Nicosie Chypre                    | Tournoi de Chypre 2011, amical, match pour la 3e place      |
| 305   | 18 mai 2011        | Écosse             | 1-1               | Brest France                      | Match amical                                                |
| 306   | 15 juin 2011       | Belgique           | 2-1               | Nieuwpoort Belgique               | Match amical                                                |
| 307   | 18 juin 2011       | Belgique           | 7-0               | Calais France                     | Match amical                                                |
| 308   | 26 juin 2011       | Nigeria            | 1-0               | Sinsheim Allemagne                | Coupe du monde 2011                                         |
| 309   | 30 juin 2011       | Canada             | 4-0               | Bochum Allemagne                  | Coupe du monde 2011                                         |
| 310   | 5 juillet 2011     | Allemagne          | 2-4               | Mönchengladbach Allemagne         | Coupe du monde 2011                                         |
| 311   | 9 juillet 2011     | Angleterre         | 1-1 a.p (4-3 tab) | Leverkusen Allemagne              | Coupe du monde 2011, quart de finale                        |
| 312   | 13 juillet 2011    | États-Unis         | 1-3               | Mönchengladbach Allemagne         | Coupe du monde 2011, demi-finale                            |
| 313   | 16 juillet 2011    | Suède              | 1-2               | Sinsheim Allemagne                | Coupe du monde 2011, petite finale                          |
| 314   | 24 août 2011       | Pologne            | 2-0               | Lens France                       | Match amical                                                |
| 315   | 14 septembre 2011  | Israël             | 5-0               | Ness Ziona Israël                 | Qualification Championnat d'Europe 2013                     |
| 316   | 22 septembre 2011  | Irlande            | 3-1               | Cork Irlande                      | Qualification Championnat d'Europe 2013                     |
| 317   | 22 octobre 2011    | Pays de Galles     | 4-1               | Llanelli Pays de Galles           | Qualification Championnat d'Europe 2013                     |
| 318   | 26 octobre 2011    | Israël             | 5-0               | Troyes France                     | Qualification Championnat d'Europe 2013                     |
| 319   | 16 novembre 2011   | Uruguay            | 8-0               | Pointe-à-Pitre, Guadeloupe France | Match amical                                                |
| 320   | 20 novembre 2011   | Mexique            | 5-0               | Fort-de-France, Martinique France | Match amical                                                |
| 321   | 15 février 2012    | Pays-Bas           | 2-1               | Nîmes France                      | Match amical                                                |
| 322   | 28 février 2012    | Suisse             | 3-0               | Nicosie Chypre                    | Tournoi de Chypre 2012, amical                              |
| 323   | 1er mars 2012      | Finlande           | 2-1               | Larnaca Chypre                    | Tournoi de Chypre 2012, amical                              |
| 324   | 4 mars 2012        | Angleterre         | 3-0               | Nicosie Chypre                    | Tournoi de Chypre 2012, amical                              |
| 325   | 6 mars 2012        | Canada             | 2-0               | Larnaca Chypre                    | Tournoi de Chypre 2012, amical, victorieuse du tournoi      |
| 326   | 31 mars 2012       | Écosse             | 2-0               | Le Havre France                   | Qualification Championnat d'Europe 2013                     |
| 327   | 4 avril 2012       | Pays de Galles     | 4-0               | Caen France                       | Qualification Championnat d'Europe 2013                     |
| 328   | 4 juillet 2012     | Roumanie           | 6-0               | Orléans France                    | Match amical                                                |
| 329   | 11 juillet 2012    | Russie             | 3-0               | Beauvais France                   | Match amical                                                |
| 330   | 19 juillet 2012    | Japon              | 2-0               | Paris France                      | Match amical                                                |
| 331   | 25 juillet 2012    | États-Unis         | 2-4               | Glasgow Écosse                    | Jeux Olympiques 2012                                        |
| 332   | 28 juillet 2012    | Corée du Nord      | 5-0               | Glasgow Écosse                    | Jeux Olympiques 2012                                        |
| 333   | 31 juillet 2012    | Colombie           | 1-0               | Newcastle Angleterre              | Jeux Olympiques 2012                                        |
| 334   | 3 août 2012        | Suède              | 2-1               | Glasgow Écosse                    | Jeux Olympiques 2012, quart de finale                       |
| 335   | 6 août 2012        | Japon              | 1-2               | Londres Angleterre                | Jeux Olympiques 2012, demi-finale                           |
| 336   | 9 août 2012        | Canada             | 0-1               | Coventry Angleterre               | Jeux Olympiques 2012, petite finale                         |
| 337   | 15 septembre 2012  | Irlande            | 4-0               | Guingamp France                   | Qualification Championnat d'Europe 2013                     |
| 338   | 19 septembre 2012  | Écosse             | 5-0               | Édimbourg Écosse                  | Qualification Championnat d'Europe 2013                     |
| 339   | 20 octobre 2012    | Angleterre         | 2-2               | Paris France                      | Match amical                                                |
| 340   | 24 octobre 2012    | Pays-Bas           | 1-1               | Eindhoven Pays-Bas                | Match amical                                                |
| 341   | 29 novembre 2012   | Allemagne          | 1-1               | Halle Allemagne                   | Match amical                                                |
| 342   | 13 février 2013    | Allemagne          | 3-3               | Strasbourg France                 | Match amical                                                |
| 343   | 6 mars 2013        | Brésil             | 2-2               | Tomblaine France                  | Match amical                                                |
| 344   | 9 mars 2013        | Brésil             | 1-1               | Rouen France                      | Match amical                                                |
| 345   | 4 avril 2013       | Canada             | 1-1               | Nice France                       | Match amical                                                |
| 346   | 1er juin 2013      | Finlande           | 3-0               | Valenciennes France               | Match amical                                                |
| 347   | 29 juin 2013       | Norvège            | 1-0               | Reims France                      | Match amical                                                |
| 348   | 6 juillet 2013     | Australie          | 0-2               | Angers France                     | Match amical                                                |
| 349   | 12 juillet 2013    | Russie             | 3-1               | Norrköping Suède                  | Championnat d'Europe 2013                                   |
| 350   | 15 juillet 2013    | Espagne            | 1-0               | Norrköping Suède                  | Championnat d'Europe 2013                                   |
| 351   | 18 juillet 2013    | Angleterre         | 3-0               | Linköping Suède                   | Championnat d'Europe 2013                                   |
| 352   | 22 juillet 2013    | Danemark           | 1-1 a.p (2-4 tab) | Linköping Suède                   | Championnat d'Europe 2013, quart de finale                  |
| 353   | 20 septembre 2013  | République tchèque | 2-0               | Évry France                       | Match amical, 1er match du sélectionneur Philippe Bergeroo  |
| 354   | 25 septembre 2013  | Kazakhstan         | 4-0               | Astana Kazakhstan                 | Qualification Coupe du monde 2015                           |
| 355   | 25 octobre 2013    | Pologne            | 6-0               | Beauvais France                   | Match amical                                                |
| 356   | 31 octobre 2013    | Autriche           | 3-1               | Ritzing Autriche                  | Qualification Coupe du monde 2015                           |
| 357   | 23 novembre 2013   | Bulgarie           | 10-0              | Lovech Bulgarie                   | Qualification Coupe du monde 2015                           |
| 358   | 28 novembre 2013   | Bulgarie           | 14-0              | Le Mans France                    | Qualification Coupe du monde 2015                           |
| 359   | 8 février 2014     | Suède              | 3-0               | Amiens France                     | Match amical                                                |
| 360   | 5 mars 2014        | Écosse             | 1-1               | Larnaca Chypre                    | Tournoi de Chypre 2014, amical                              |
| 361   | 7 mars 2014        | Australie          | 3-2               | Nicosie Chypre                    | Tournoi de Chypre 2014, amical                              |
| 362   | 10 mars 2014       | Pays-Bas           | 3-0               | Nicosie Chypre                    | Tournoi de Chypre 2014, amical                              |
| 363   | 12 mars 2014       | Angleterre         | 2-0               | Nicosie Chypre                    | Tournoi de Chypre 2014, amical, victorieuse du tournoi      |
| 364   | 5 avril 2014       | Kazakhstan         | 7-0               | Angers France                     | Qualification Coupe du monde 2015                           |
| 365   | 9 avril 2014       | Autriche           | 3-1               | Le Mans France                    | Qualification Coupe du monde 2015                           |
| 366   | 7 mai 2014         | Hongrie            | 4-0               | Besançon France                   | Qualification Coupe du monde 2015                           |
| 367   | 11 juin 2014       | Brésil             | 0-0               | Cayenne, Guyane France            | Tournée américaine, amical                                  |
| 368   | 14 juin 2014       | États-Unis         | 0-1               | Tampa États-Unis                  | Tournée américaine, amical                                  |
| 369   | 20 juin 2014       | États-Unis         | 2-2               | East Hartford États-Unis          | Tournée américaine, amical                                  |
| 370   | 20 août 2014       | Hongrie            | 4-0               | Budapest Hongrie                  | Qualification Coupe du monde 2015                           |
| 371   | 13 septembre 2014  | Finlande           | 2-0               | Vantaa Finlande                   | Qualification Coupe du monde 2015                           |
| 372   | 17 septembre 2014  | Finlande           | 3-1               | Calais France                     | Qualification Coupe du monde 2015                           |
| 373   | 25 octobre 2014    | Allemagne          | 2-0               | Offenbach Allemagne               | Match amical                                                |
| 374   | 22 novembre 2014   | Nouvelle-Zélande   | 2-1               | Laval France                      | Match amical                                                |
| 375   | 26 novembre 2014   | Brésil             | 2-0               | Lyon France                       | Match amical                                                |
| 376   | 8 février 2015     | États-Unis         | 2-0               | Lorient France                    | Match amical                                                |
| 377   | 4 mars 2015        | Portugal           | 1-0               | Parchal Portugal                  | Algarve Cup 2015, amical                                    |
| 378   | 6 mars 2015        | Danemark           | 4-1               | Faro Portugal                     | Algarve Cup 2015, amical                                    |
| 379   | 9 mars 2015        | Japon              | 3-1               | Parchal Portugal                  | Algarve Cup 2015, amical                                    |
| 380   | 11 mars 2015       | États-Unis         | 0-2               | Faro Portugal                     | Algarve Cup 2015, amical, match pour la victoire            |
| 381   | 9 avril 2015       | Canada             | 1-0               | Bondoufle France                  | Match amical                                                |
| 382   | 22 mai 2015        | Russie             | 2-1               | Châteauroux France                | Match amical                                                |
| 383   | 28 mai 2015        | Écosse             | 1-0               | Tomblaine France                  | Match amical                                                |
| 384   | 3 juin 2015        | Québec             | 9-0               | Laval, Québec Canada              | Match amical                                                |
| 385   | 9 juin 2015        | Angleterre         | 1-0               | Moncton Canada                    | Coupe du monde 2015                                         |
| 386   | 13 juin 2015       | Colombie           | 0-2               | Moncton Canada                    | Coupe du monde 2015                                         |
| 387   | 17 juin 2015       | Mexique            | 5-0               | Ottawa Canada                     | Coupe du monde 2015                                         |
| 388   | 21 juin 2015       | Corée du Sud       | 3-0               | Montréal, Québec Canada           | Coupe du monde 2015, huitième de finale                     |
| 389   | 26 juin 2015       | Allemagne          | 1-1 a.p (4-5 tab) | Montréal, Québec Canada           | Coupe du monde 2015, quart de finale                        |
| 390   | 19 septembre 2015  | Brésil             | 2-1               | Le Havre France                   | Match amical                                                |
| 391   | 22 septembre 2015  | Roumanie           | 3-0               | Le Mans France                    | Qualification Championnat d'Europe 2017                     |
| 392   | 23 octobre 2015    | Pays-Bas           | 1-2               | Paris France                      | Match amical                                                |
| 393   | 27 octobre 2015    | Ukraine            | 3-0               | Lviv Ukraine                      | Qualification Championnat d'Europe 2017                     |
| 394   | 27 novembre 2015   | Albanie            | 6-0               | Tirana Albanie                    | Qualification Championnat d'Europe 2017                     |
| 395   | 1er décembre 2015  | Grèce              | 3-0               | Katerini Grèce                    | Qualification Championnat d'Europe 2017                     |
| 396   | 26 janvier 2016    | Norvège            | 1-0               | La Manga Espagne                  | Match amical                                                |
| 397   | 3 mars 2016        | Allemagne          | 0-1               | Tampa États-Unis                  | SheBelieves Cup 2016, amical                                |
| 398   | 6 mars 2016        | États-Unis         | 0-1               | Nashville États-Unis              | SheBelieves Cup 2016, amical                                |
| 399   | 9 mars 2016        | Angleterre         | 0-0               | Boca Raton États-Unis             | SheBelieves Cup 2016, amical                                |
| 400   | 8 avril 2016       | Roumanie           | 1-0               | Pitesti Roumanie                  | Qualification Championnat d'Europe 2017                     |
| 401   | 11 avril 2016      | Ukraine            | 4-0               | Valenciennes France               | Qualification Championnat d'Europe 2017                     |
| 402   | 3 juin 2016        | Grèce              | 1-0               | Rennes France                     | Qualification Championnat d'Europe 2017                     |
| 403   | 16 juillet 2016    | Chine              | 3-0               | Paris France                      | Match amical                                                |
| 404   | 23 juillet 2016    | Canada             | 1-0               | Auxerre France                    | Match amical                                                |
| 405   | 3 août 2016        | Colombie           | 4-0               | Belo Horizonte Brésil             | Jeux Olympiques 2016                                        |
| 406   | 6 août 2016        | États-Unis         | 0-1               | Belo Horizonte Brésil             | Jeux Olympiques 2016                                        |
| 407   | 9 août 2016        | Nouvelle-Zélande   | 3-0               | Salvador Brésil                   | Jeux Olympiques 2016                                        |
| 408   | 12 août 2016       | Canada             | 0-1               | São Paulo Brésil                  | Jeux Olympiques 2016, quart de finale                       |
| 409   | 16 septembre 2016  | Brésil             | 1-1               | Grenoble France                   | Match amical, 1er match du sélectionneur Olivier Echouafni  |
| 410   | 20 septembre 2016  | Albanie            | 6-0               | Paris France                      | Qualification Championnat d'Europe 2017                     |
| 411   | 21 octobre 2016    | Angleterre         | 0-0               | Doncaster Angleterre              | Match amical                                                |
| 412   | 26 novembre 2016   | Espagne            | 1-0               | Le Mans France                    | Match amical                                                |
| 413   | 22 janvier 2017    | Afrique du Sud     | 2-0               | Saint-Denis, La Réunion France    | Match amical                                                |
| 414   | 1er mars 2017      | Angleterre         | 2-1               | Chester États-Unis                | SheBelieves Cup 2017, amical                                |
| 415   | 4 mars 2017        | Allemagne          | 0-0               | Harrison États-Unis               | SheBelieves Cup 2017, amical                                |
| 416   | 8 mars 2017        | États-Unis         | 3-0               | Washington États-Unis             | SheBelieves Cup 2017, amical, victorieuse du tournoi        |
| 417   | 7 avril 2017       | Pays-Bas           | 2-1               | Utrecht Pays-Bas                  | Match amical                                                |
| 418   | 7 juillet 2017     | Belgique           | 2-0               | Montpellier France                | Match amical                                                |
| 419   | 11 juillet 2017    | Norvège            | 1-1               | Sedan France                      | Match amical                                                |
| 420   | 18 juillet 2017    | Islande            | 1-0               | Tilburg Pays-Bas                  | Championnat d'Europe 2017                                   |
| 421   | 22 juillet 2017    | Autriche           | 1-1               | Utrecht Pays-Bas                  | Championnat d'Europe 2017                                   |
| 422   | 26 juillet 2017    | Suisse             | 1-1               | Bréda Pays-Bas                    | Championnat d'Europe 2017                                   |
| 423   | 30 juillet 2017    | Angleterre         | 0-1               | Deventer Pays-Bas                 | Championnat d'Europe 2017, quart de finale                  |
| 424   | 15 septembre 2017  | Chili              | 1-0               | Caen France                       | Match amical, 1er match de la sélectionneuse Corinne Diacre |
| 425   | 18 septembre 2017  | Espagne            | 3-1               | Calais France                     | Match amical                                                |
| 426   | 20 octobre 2017    | Angleterre         | 1-0               | Valenciennes France               | Match amical                                                |
| 427   | 23 octobre 2017    | Ghana              | 8-0               | Reims France                      | Match amical                                                |
| 428   | 24 novembre 2017   | Allemagne          | 0-4               | Bielefeld Allemagne               | Match amical                                                |
| 429   | 27 novembre 2017   | Suède              | 0-0               | Bordeaux France                   | Match amical                                                |
| 430   | 20 janvier 2018    | Italie             | 1-1               | Marseille France                  | Match amical                                                |
| 431   | 1er mars 2018      | Angleterre         | 1-4               | Colombus États-Unis               | SheBelieves Cup 2018, amical                                |
| 432   | 4 mars 2018        | États-Unis         | 1-1               | Harrison États-Unis               | SheBelieves Cup 2018, amical                                |
| 433   | 7 mars 2018        | Allemagne          | 3-0               | Orlando États-Unis                | SheBelieves Cup 2018, amical                                |
| 434   | 6 avril 2018       | Nigeria            | 8-0               | Le Mans France                    | Match amical                                                |
| 435   | 9 avril 2018       | Canada             | 1-0               | Rennes France                     | Match amical                                                |
| 436   | 1er septembre 2018 | Mexique            | 4-0               | Amiens France                     | Match amical                                                |
| 437   | 5 octobre 2018     | Australie          | 2-0               | Saint-Étienne France              | Match amical                                                |
| 438   | 9 octobre 2018     | Cameroun           | 6-0               | Grenoble France                   | Match amical                                                |
| 439   | 10 novembre 2018   | Brésil             | 3-1               | Nice France                       | Match amical                                                |
| 440   | 19 janvier 2019    | États-Unis         | 3-1               | Le Havre France                   | Match amical                                                |
| 441   | 28 février 2019    | Allemagne          | 0-1               | Laval France                      | Match amical                                                |
| 442   | 4 mars 2019        | Uruguay            | 6-0               | Tours France                      | Match amical                                                |
| 443   | 4 avril 2019       | Japon              | 3-1               | Auxerre France                    | Match amical                                                |
| 444   | 8 avril 2019       | Danemark           | 4-0               | Strasbourg France                 | Match amical                                                |
| 445   | 25 mai 2019        | Thaïlande          | 3-0               | Orléans France                    | Match amical                                                |
| 446   | 31 mai 2019        | Chine              | 2-1               | Créteil France                    | Match amical                                                |
| 447   | 7 juin 2019        | Corée du Sud       | 4-0               | Paris France                      | Coupe du monde 2019                                         |
| 448   | 12 juin 2019       | Norvège            | 2-1               | Nice France                       | Coupe du monde 2019                                         |
| 449   | 17 juin 2019       | Nigeria            | 1-0               | Rennes France                     | Coupe du monde 2019                                         |
| 450   | 23 juin 2019       | Brésil             | 2-1 a.p           | Le Havre France                   | Coupe du monde 2019, huitième de finale                     |
| 451   | 28 juin 2019       | États-Unis         | 1-2               | Paris France                      | Coupe du monde 2019, quart de finale                        |
| 452   | 31 août 2019       | Espagne            | 2-0               | Clermont-Ferrand France           | Match amical                                                |
| 453   | 4 octobre 2019     | Islande            | 4-0               | Nîmes France                      | Match amical                                                |
| 454   | 8 octobre 2019     | Kazakhstan         | 3-0               | Chimkent Kazakhstan               | Qualification Championnat d'Europe 2022                     |
| 455   | 9 novembre 2019    | Serbie             | 6-0               | Bordeaux France                   | Qualification Championnat d'Europe 2022                     |

### Depuis 2020
| Match | Date              | Adversaire        | Score             | Lieu                              | Compétition                                              |
| ----- | ----------------- | ----------------- | ----------------- | --------------------------------- | -------------------------------------------------------- |
| 456   | 4 mars 2020       | Canada            | 1-0               | Calais France                     | Tournoi de France 2020, amical                           |
| 457   | 7 mars 2020       | Brésil            | 1-0               | Valenciennes France               | Tournoi de France 2020, amical, victorieuse du tournoi   |
| 458   | 10 mars 2020      | Pays-Bas          | 3-3               | Valenciennes France               | Tournoi de France 2020, amical                           |
| 459   | 18 septembre 2020 | Serbie            | 2-0               | Subotica Serbie                   | Qualification Championnat d'Europe 2022                  |
| 460   | 22 septembre 2020 | Macédoine du Nord | 7-0               | Skopje Macédoine du Nord          | Qualification Championnat d'Europe 2022                  |
| 461   | 23 octobre 2020   | Macédoine du Nord | 11-0              | Orléans France                    | Qualification Championnat d'Europe 2022                  |
| 462   | 27 octobre 2020   | Autriche          | 0-0               | Wiener Neustadt Autriche          | Qualification Championnat d'Europe 2022                  |
| 463   | 27 novembre 2020  | Autriche          | 3-0               | Guingamp France                   | Qualification Championnat d'Europe 2022                  |
| 464   | 1er décembre 2020 | Kazakhstan        | 12-0              | Vannes France                     | Qualification Championnat d'Europe 2022                  |
| 465   | 20 février 2021   | Suisse            | 2-0               | Metz France                       | Match amical                                             |
| 466   | 23 février 2021   | Suisse            | 2-0               | Metz France                       | Match amical                                             |
| 467   | 9 avril 2021      | Angleterre        | 3-1               | Caen France                       | Match amical                                             |
| 468   | 13 avril 2021     | États-Unis        | 0-2               | Le Havre France                   | Match amical                                             |
| 469   | 10 juin 2021      | Allemagne         | 1-0               | Strasbourg France                 | Match amical                                             |
| 470   | 17 septembre 2021 | Grèce             | 10-0              | Patras Grèce                      | Qualification Coupe du monde 2023                        |
| 471   | 21 septembre 2021 | Slovénie          | 3-2               | Murska Sobota Slovénie            | Qualification Coupe du monde 2023                        |
| 472   | 22 octobre 2021   | Estonie           | 11-0              | Créteil France                    | Qualification Coupe du monde 2023                        |
| 473   | 26 octobre 2021   | Kazakhstan        | 5-0               | Noursoultan Kazakhstan            | Qualification Coupe du monde 2023                        |
| 474   | 26 novembre 2021  | Kazakhstan        | 6-0               | Vannes France                     | Qualification Coupe du monde 2023                        |
| 475   | 30 novembre 2021  | Pays de Galles    | 2-0               | Guingamp France                   | Qualification Coupe du monde 2023                        |
| 476   | 16 février 2022   | Finlande          | 5-0               | Le Havre France                   | Tournoi de France 2022, amical                           |
| 477   | 19 février 2022   | Brésil            | 2-1               | Caen France                       | Tournoi de France 2022, amical                           |
| 478   | 22 février 2022   | Pays-Bas          | 3-1               | Le Havre France                   | Tournoi de France 2022, amical, victorieuse du tournoi   |
| 479   | 8 avril 2022      | Pays de Galles    | 2-1               | Llanelli Pays de Galles           | Qualification Coupe du monde 2023                        |
| 480   | 12 avril 2022     | Slovénie          | 1-0               | Le Mans France                    | Qualification Coupe du monde 2023                        |
| 481   | 25 juin 2022      | Cameroun          | 4-0               | Beauvais France                   | Match amical                                             |
| 482   | 1er juillet 2022  | Vietnam           | 7-0               | Orléans France                    | Match amical                                             |
| 483   | 10 juillet 2022   | Italie            | 5-1               | Rotherham Angleterre              | Championnat d'Europe 2022                                |
| 484   | 14 juillet 2022   | Belgique          | 2-1               | Rotherham Angleterre              | Championnat d'Europe 2022                                |
| 485   | 18 juillet 2022   | Islande           | 1-1               | Rotherham Angleterre              | Championnat d'Europe 2022                                |
| 486   | 23 juillet 2022   | Pays-Bas          | 1-0 a.p.          | Rotherham Angleterre              | Championnat d'Europe 2022, quart de finale               |
| 487   | 27 juillet 2022   | Allemagne         | 1-2               | Milton Keynes Angleterre          | Championnat d'Europe 2022, demi-finale                   |
| 488   | 2 septembre 2022  | Estonie           | 9-0               | Tallinn Estonie                   | Qualification Coupe du monde 2023                        |
| 489   | 6 septembre 2022  | Grèce             | 5-1               | Sedan France                      | Qualification Coupe du monde 2023                        |
| 490   | 7 octobre 2022    | Allemagne         | 1-2               | Dresde Allemagne                  | Match amical                                             |
| 491   | 11 octobre 2022   | Suède             | 0-3               | Göteborg Suède                    | Match amical                                             |
| 492   | 11 novembre 2022  | Norvège           | 2-1               | La Nucia Espagne                  | Match amical                                             |
| 493   | 15 février 2023   | Danemark          | 1-0               | Laval France                      | Tournoi de France 2023, amical                           |
| 494   | 18 février 2023   | Uruguay           | 5-1               | Angers France                     | Tournoi de France 2023, amical                           |
| 495   | 21 février 2023   | Norvège           | 0-0               | Angers France                     | Tournoi de France 2023, amical, victorieuse du tournoi   |
| 496   | 7 avril 2023      | Colombie          | 5-2               | Clermont-Ferrand France           | Match amical, 1er match du sélectionneur Hervé Renard    |
| 497   | 11 avril 2023     | Canada            | 2-1               | Le Mans France                    | Match amical                                             |
| 498   | 6 juillet 2023    | Irlande           | 3-0               | Dublin Irlande                    | Match amical                                             |
| 499   | 14 juillet 2023   | Australie         | 0-1               | Melbourne Australie               | Match amical                                             |
| 500   | 23 juillet 2023   | Jamaïque          | 0-0               | Sydney Australie                  | Coupe du monde 2023                                      |
| 501   | 29 juillet 2023   | Brésil            | 2-1               | Brisbane Australie                | Coupe du monde 2023                                      |
| 502   | 2 août 2023       | Panama            | 6-3               | Sydney Australie                  | Coupe du monde 2023                                      |
| 503   | 8 août 2023       | Maroc             | 4-0               | Adélaïde Australie                | Coupe du monde 2023, huitième de finale                  |
| 504   | 12 août 2023      | Australie         | 0-0 a.p (6-7 tab) | Brisbane Australie                | Coupe du monde 2023, quart de finale                     |
| 505   | 22 septembre 2023 | Portugal          | 2-0               | Valenciennes France               | Ligue des Nations 2023-2024                              |
| 506   | 26 septembre 2023 | Autriche          | 1-0               | Vienne Autriche                   | Ligue des Nations 2023-2024                              |
| 507   | 27 octobre 2023   | Norvège           | 2-1               | Oslo Norvège                      | Ligue des Nations 2023-2024                              |
| 508   | 31 octobre 2023   | Norvège           | 0-0               | Reims France                      | Ligue des Nations 2023-2024                              |
| 509   | 1er décembre 2023 | Autriche          | 3-0               | Rennes France                     | Ligue des Nations 2023-2024                              |
| 510   | 5 décembre 2023   | Portugal          | 1-0               | Leiria Portugal                   | Ligue des Nations 2023-2024                              |
| 511   | 23 février 2024   | Allemagne         | 2-1               | Décines-Charpieu France           | Ligue des Nations 2023-2024, demi-finale                 |
| 512   | 28 février 2024   | Espagne           | 0-2               | Séville Espagne                   | Ligue des Nations 2023-2024, finale                      |
| 513   | 5 avril 2024      | Irlande           | 1-0               | Metz France                       | Qualification Championnat d'Europe 2025                  |
| 514   | 9 avril 2024      | Suède             | 1-0               | Göteborg Suède                    | Qualification Championnat d'Europe 2025                  |
| 515   | 31 mai 2024       | Angleterre        | 2-1               | Newcastle upon Tyne Angleterre    | Qualification Championnat d'Europe 2025                  |
| 516   | 4 juin 2024       | Angleterre        | 1-2               | Saint-Étienne France              | Qualification Championnat d'Europe 2025                  |
| 517   | 5 juillet 2024    | Ouzbékistan       | 5-0               | Clairefontaine-en-Yvelines France | Match amical                                             |
| 518   | 12 juillet 2024   | Suède             | 2-1               | Dijon France                      | Qualification Championnat d'Europe 2025                  |
| 519   | 16 juillet 2024   | Irlande           | 1-3               | Cork Irlande                      | Qualification Championnat d'Europe 2025                  |
| 520   | 25 juillet 2024   | Colombie          | 3-2               | Décines-Charpieu France           | Jeux Olympiques 2024                                     |
| 521   | 28 juillet 2024   | Canada            | 1-2               | Saint-Étienne France              | Jeux Olympiques 2024                                     |
| 522   | 31 juillet 2024   | Nouvelle-Zélande  | 2-1               | Décines-Charpieu France           | Jeux Olympiques 2024                                     |
| 523   | 3 août 2024       | Brésil            | 0-1               | Nantes France                     | Jeux Olympiques 2024, quart de finale                    |
| 524   | 25 octobre 2024   | Jamaïque          | 3-0               | Montbéliard France                | Match amical, 1er match du sélectionneur Laurent Bonadei |
| 525   | 29 octobre 2024   | Suisse            | 1-2               | Genève Suisse                     | Match amical                                             |
| 526   | 30 novembre 2024  | Nigeria           | 2-1               | Angers France                     | Match amical                                             |
| 527   | 3 décembre 2024   | Espagne           | 2-4               | Nice France                       | Match amical                                             |
| 528   | 21 février 2025   | Norvège           | 1-0               | Toulouse France                   | Ligue des Nations 2025                                   |
| 529   | 25 février 2025   | Islande           | 3-2               | Le Mans France                    | Ligue des Nations 2025                                   |
| 530   | 4 avril 2025      | Suisse            | 2-0               | Saint-Gall Suisse                 | Ligue des Nations 2025                                   |
| 531   | 8 avril 2025      | Norvège           | 2-0               | Oslo Norvège                      | Ligue des Nations 2025                                   |
| 532   | 30 mai 2025       | Suisse            | 4-0               | Tomblaine France                  | Ligue des Nations 2025                                   |
| 533   | 3 juin 2025       | Islande           | 2-0               | Reykjavik Islande                 | Ligue des Nations 2025                                   |
| 534   | 20 juin 2025      | Belgique          | 5-0               | Valenciennes France               | Match amical                                             |
| 535   | 27 juin 2025      | Brésil            | 3-2               | Grenoble France                   | Match amical                                             |
| 536   | 5 juillet 2025    | Angleterre        | 2-1               | Zurich Suisse                     | Championnat d'Europe 2025                                |
| 537   | 9 juillet 2025    | Pays de Galles    | 4-1               | Saint-Gall Suisse                 | Championnat d'Europe 2025                                |
| 538   | 13 juillet 2025   | Pays-Bas          | 5-2               | Bâle Suisse                       | Championnat d'Europe 2025                                |
| 539   | 19 juillet 2025   | Allemagne         | 1-1 a.p (5-6 tab) | Bâle Suisse                       | Championnat d'Europe 2025, quart de finale               |
| 540   | 24 octobre 2025   | Allemagne         |                   | Allemagne                         | Ligue des Nations 2025, demi-finale aller                |
| 541   | 28 octobre 2025   | Allemagne         |                   | Caen France                       | Ligue des Nations 2025, demi-finale retour               |
| 542   | 28 novembre 2025  | Espagne ou Suède  |                   | Reims France                      | Ligue des Nations 2025, finale ou petite finale aller    |
| 543   | 2 décembre 2025   | Espagne ou Suède  |                   | Espagne ou Suède                  | Ligue des Nations 2025, finale ou petite finale retour   |
| 544   | février 2026      | Inconnu           |                   | Auxerre France                    | Match amical                                             |
| 545   | avril 2026        | Inconnu           |                   | Dijon France                      | Match amical                                             |
| 546   | juin 2026         | Inconnu           |                   | Grenoble France                   | Match amical                                             |

### Par adversaire
Les rencontres allant aux tirs au but sont comptabilisées comme matchs nuls.
Légende : J = matchs joués ; G = matchs gagnés ; N = matchs nuls ; P = matchs perdus ; BP = buts pour ; BC = buts contre. Les colonnes Premier et Dernier indiquent l'année de la première et de la dernière rencontre contre l'adversaire en question.
| Adversaire         | J  | G  | N  | P  | BP | BC | Premier | Dernier |
| ------------------ | -- | -- | -- | -- | -- | -- | ------- | ------- |
| Albanie            | 2  | 2  | 0  | 0  | 12 | 0  | 2015    | 2016    |
| Afrique du Sud     | 2  | 2  | 0  | 0  | 5  | 2  | 2009    | 2017    |
| Algérie            | 1  | 1  | 0  | 0  | 14 | 0  | 1998    | 1998    |
| Allemagne          | 24 | 6  | 5  | 13 | 21 | 45 | 1987    | 2025    |
| Angleterre         | 29 | 14 | 10 | 5  | 38 | 28 | 1971    | 2025    |
| Australie          | 9  | 3  | 2  | 4  | 8  | 9  | 2001    | 2023    |
| Autriche           | 10 | 7  | 2  | 0  | 23 | 6  | 1999    | 2023    |
| Belgique           | 18 | 11 | 3  | 4  | 41 | 12 | 1976    | 2025    |
| Brésil             | 14 | 8  | 5  | 1  | 22 | 12 | 2003    | 2025    |
| Bulgarie           | 4  | 4  | 0  | 0  | 31 | 0  | 1987    | 2013    |
| Canada             | 17 | 8  | 3  | 6  | 17 | 13 | 1995    | 2024    |
| Cameroun           | 2  | 2  | 0  | 0  | 10 | 0  | 2018    | 2022    |
| Chili              | 1  | 1  | 0  | 0  | 1  | 0  | 2017    | 2017    |
| Chine              | 11 | 4  | 3  | 4  | 12 | 12 | 1990    | 2019    |
| Colombie           | 5  | 4  | 0  | 1  | 13 | 6  | 2012    | 2024    |
| Corée du Nord      | 1  | 1  | 0  | 0  | 5  | 0  | 2012    | 2012    |
| Corée du Sud       | 3  | 3  | 0  | 0  | 8  | 0  | 2003    | 2019    |
| Côte d'Ivoire      | 1  | 1  | 0  | 0  | 6  | 1  | 1992    | 1992    |
| Croatie            | 2  | 2  | 0  | 0  | 10 | 0  | 2009    | 2010    |
| Danemark           | 20 | 8  | 4  | 8  | 31 | 37 | 1971    | 2023    |
| Écosse             | 16 | 11 | 4  | 1  | 40 | 11 | 1979    | 2015    |
| Espagne            | 15 | 10 | 3  | 2  | 24 | 14 | 1983    | 2024    |
| Estonie            | 4  | 4  | 0  | 0  | 38 | 0  | 2009    | 2022    |
| États-Unis         | 27 | 5  | 3  | 19 | 28 | 60 | 1988    | 2021    |
| États-Unis Espoirs | 1  | 1  | 0  | 0  | 3  | 0  | 1993    | 1993    |
| Finlande           | 13 | 10 | 2  | 1  | 31 | 8  | 1992    | 2022    |
| France -21 ans     | 1  | 1  | 0  | 0  | 2  | 0  | 2008    | 2008    |
| Ghana              | 1  | 1  | 0  | 0  | 8  | 0  | 2017    | 2017    |
| Grèce              | 8  | 8  | 0  | 0  | 36 | 3  | 1999    | 2022    |
| Hongrie            | 8  | 8  | 0  | 0  | 29 | 0  | 1995    | 2014    |
| Irlande            | 13 | 11 | 1  | 1  | 33 | 5  | 1973    | 2024    |
| Irlande du Nord    | 2  | 2  | 0  | 0  | 10 | 0  | 2010    | 2010    |
| Islande            | 14 | 11 | 2  | 1  | 30 | 9  | 1995    | 2025    |
| Israël             | 2  | 2  | 0  | 0  | 10 | 0  | 2011    | 2011    |
| Italie             | 25 | 7  | 7  | 11 | 31 | 35 | 1971    | 2022    |
| Italie B           | 1  | 0  | 1  | 0  | 1  | 1  | 1988    | 1988    |
| Jamaïque           | 2  | 1  | 1  | 0  | 3  | 0  | 2023    | 2024    |
| Japon              | 9  | 5  | 1  | 3  | 15 | 12 | 1991    | 2019    |
| Kazakhstan         | 6  | 6  | 0  | 0  | 35 | 0  | 2013    | 2021    |
| Macédoine du Nord  | 2  | 2  | 0  | 0  | 18 | 0  | 2020    | 2020    |
| Maroc              | 2  | 2  | 0  | 0  | 10 | 0  | 2008    | 2023    |
| Mexique            | 3  | 3  | 0  | 0  | 14 | 0  | 2011    | 2018    |
| Nigeria            | 4  | 4  | 0  | 0  | 12 | 1  | 2011    | 2024    |
| Norvège            | 27 | 10 | 9  | 8  | 21 | 30 | 1980    | 2025    |
| Nouvelle-Zélande   | 5  | 4  | 1  | 0  | 13 | 5  | 2009    | 2024    |
| Ouzbékistan        | 1  | 1  | 0  | 0  | 5  | 0  | 2024    | 2024    |
| Panama             | 1  | 1  | 0  | 0  | 6  | 3  | 2023    | 2023    |
| Pays-Bas           | 33 | 15 | 7  | 11 | 51 | 37 | 1971    | 2025    |
| Pays de Galles     | 7  | 6  | 1  | 0  | 26 | 2  | 1978    | 2025    |
| Pologne            | 10 | 10 | 0  | 0  | 39 | 3  | 1989    | 2013    |
| Portugal           | 8  | 6  | 2  | 0  | 10 | 0  | 1981    | 2023    |
| Québec             | 1  | 1  | 0  | 0  | 9  | 0  | 2015    | 2015    |
| République tchèque | 3  | 3  | 0  | 0  | 8  | 2  | 2001    | 2013    |
| Roumanie           | 3  | 3  | 0  | 0  | 10 | 0  | 2012    | 2016    |
| Russie             | 14 | 9  | 2  | 3  | 32 | 13 | 1990    | 2015    |
| Serbie             | 6  | 6  | 0  | 0  | 27 | 0  | 2007    | 2020    |
| Slovénie           | 4  | 4  | 0  | 0  | 12 | 2  | 2007    | 2022    |
| Suède              | 24 | 9  | 3  | 12 | 29 | 43 | 1980    | 2024    |
| Suisse             | 26 | 16 | 5  | 5  | 50 | 25 | 1972    | 2025    |
| Tchécoslovaquie    | 2  | 0  | 2  | 0  | 2  | 2  | 1988    | 1988    |
| Thaïlande          | 1  | 1  | 0  | 0  | 3  | 0  | 2019    | 2019    |
| Ukraine            | 4  | 4  | 0  | 0  | 11 | 1  | 2001    | 2016    |
| Uruguay            | 3  | 3  | 0  | 0  | 19 | 1  | 2011    | 2023    |
| Vietnam            | 1  | 1  | 0  | 0  | 7  | 0  | 2022    | 2022    |